# Chrysauge auriflavalis
Chrysauge auriflavalis is een vlinder uit de familie van de snuitmotten (Pyralidae). De wetenschappelijke naam van de soort werd voor het eerst geldig gepubliceerd in 1866 door Walker als Candisa auriflavalis.